# اوفیر (اورگن)
اوفیر (به انگلیسی: Ophir) یک منطقهٔ مسکونی در ایالات متحده آمریکا است که در شهرستان کوری، اورگن واقع شده‌است.